# 西爾維亞·巴塔耶
西爾維亞·巴塔耶（法語：Sylvia Bataille，本名：Sylvia Maklès，1908年11月1日—1993年12月22日），法国女演员，具羅馬尼亞猶太血統，1939年度蘇珊娜·比安凱蒂獎得獎者。她與法國哲學家喬治·巴塔耶維持了一段短暫的婚姻，二人育有一女。他們於1928年結婚，1934年分居，至1946年才正式離婚。她於1938年開始與法國精神分析學大師雅各·拉岡交往，在1941年為他誕下一女，二人於1953年完婚。

## 伸延閱讀
- Hunt, Jamer Kennedy. . Rice University Electronic Theses and Dissertations (学位论文). 1995  [18 October 2021]. hdl:1911/16832. （原始内容存档于2022-10-06）.
- . Cinémathèque française.   [18 October 2021]. （原始内容存档于2008-12-11） （法语）.

## 外部連結
- 西爾維亞·巴塔耶在互联网电影资料库（IMDb）上的資料（英文）
- 在AllMovie上西爾維亞·巴塔耶的頁面（英文）